# 山県昌満
山県 昌満（やまがた まさみつ）は、戦国時代から安土桃山時代にかけての武将。甲斐武田氏の家臣。譜代家老衆。

## 略歴
山県昌景の子として誕生。
父・昌景は飯富氏の出自で、永禄9年（1566年）頃に山県氏の名跡を継いでいる。昌景は武田信玄の側近で、朱印状奏者として内政面に携わる一方で、取次を務めるなど外交面での活動が見られる。昌景は元亀2年（1571年）に駿河国江尻城代として東海地方の支配を担当していたが、天正3年（1575年）5月の長篠の戦いにおいて討死し、昌満が家督を継いだ。なお、長篠合戦では昌景の養子とされる三枝昌貞も戦死している。三村氏や孕石氏など昌景の同心を受け継いでいることが確認されるが、江尻城代は河内領主の穴山信君に交替しており、昌満は同年から駿河田中城代に転じ遠江方面の防備に従している。
『信長公記』に拠れば天正10年（1582年）3月、織田信長の甲州征伐によって捕縛され処刑された。